# Les Quatre Dinosaures et le Cirque magique
Pour plus de détails, voir Fiche technique et Distribution.
Les Quatre Dinosaures et le Cirque magique (ou Nous sommes de retour: Une Histoire de Dinosaures au Québec) (We're Back!: A Dinosaur's Story) est un film d'animation d'Universal Studios. Réalisé par Phil Nibbelink, Dick Zondag, Ralph Zondag, Simon Wells, le film a été produit par Steven Spielberg et Steve Hickner, et sorti en 1993. C'est une libre adaptation du roman pour la jeunesse We're Back! A Dinosaur's Story de Hudson Talbott.

## Synopsis
Le professeur Bon Œil fait manger à quatre dinosaures des céréales qui les rendent pacifiques et intelligents. Propulsés au XXe siècle, nos amis devront faire face aux méchantes ambitions du professeur Mauvais Œil et de son cirque terrifiant. Avec l'aide de deux enfants, Louis et Cecilia, nos héros auront droit à une grande aventure.

## Fiche technique
- Titre français : Les Quatre Dinosaures et le Cirque magique
- Titre original : We're Back!: A Dinosaur's Story
- Titre québécois : Nous sommes de retour : Une Histoire de Dinosaures
- Réalisation : Phil Nibbelink, Dick Zondag, Ralph Zondag, Simon Wells
- Scénario : John Patrick Shanley, d'après le roman We're Back! A Dinosaur's Story de Hudson Talbott
- Musique : James Horner
- Production : Amblin Entertainment
- Producteur : Steven Spielberg, Steve Hickner
- Coproducteur : Thad Weinlein
- Producteur exécutif : Kathleen Kennedy, Frank Marshall, Steven Spielberg
- Langue : anglais
- Durée : 72 minutes

## Distribution
- John Goodman (VF : Benoît Allemane) : Rex
- Felicity Kendal (VF : Régine Blaess) : Elsa
- Rene Levant (VF : Pascal Renwick) : Big (Woog en VO)
- Charles Fleischer (VF : Guy Piérauld) : Bang (Dweeb en VO)
- Joey Shea (VF : Jackie Berger) : Louis
- Yeardley Smith (VF : Claire Guyot) : Cecilia
- Walter Cronkite (VF : Henri Virlogeux) : Pr Bon œil (Neweyes en VO)
- Kenneth Mars (VF : René Bériard) : Pr Mauvais œil (Screweyes en VO)
- Julia Child (VF : Liliane Gaudet) : Dr Babil (DrBleeb en VO)
- Jay Leno (VF : Roger Carel) : Vorb, l'extra-terrestre
- Martin Short (VF : Henri Courseaux) : Stoïque, le clown (Stubbs en VO)
- Rhea Perlman (VF : Claude Chantal) : la mère de Buster
- Blaze Berdahl (VF : Brigitte Lecordier) : Buster, l'enfant oiseau
- Larry King : lui-même

## Produit dérivé
- A dinosaur's Tale sur Sega Genesis.